# TIBCO
TIBCO Software Inc. ist ein auf Big Data und Software-Integrationen spezialisiertes US-amerikanisches Unternehmen.
Es hat seinen Sitz in Palo Alto, Kalifornien, und betreibt Niederlassungen in Nord- und Südamerika, Europa, Asien, Afrika und im Nahen Osten. Der Standort in Palo Alto umfasst vier Gebäude auf einer Fläche von 6,5 Hektar im Stanford Research Park.

## Geschichte
Im Jahr 1997 gründete Vivek Ranadivé, der zuvor Teknekron Software Systems, Inc gegründet und verkauft hatte, TIBCO (The Information Bus Company) als ein Tochterunternehmen von Reuters Holdings – damals eine neu gegründete Risikokapitalgesellschaft – mit finanzieller Unterstützung von Cisco Systems. Die Bus-Software ermöglichte eine echtzeitbasierte Kommunikation innerhalb der Finanzmärkte ohne menschlichen Eingriff. Eingesetzt wurde die Technologie von Unternehmen wie SAP, IBM und Oracle. Gegen Ende 1997 wurde das Unternehmen einer von 13 Microsoft-Partnern im Bereich der Push-Technologie, mit der sich Internetinhalte kostenlos über Webbrowser bereitstellen lassen.
Im Juli 1999 erfolgte der Börsengang des Unternehmens mit einem Ausgabepreis zwischen 9 USD und 11 USD. Am ersten Handelstag verdoppelte sich der Börsenwert von 17,38 USD auf 32,38 USD pro Aktie und Anfang 2000 stieg der Wert von 22,75 USD auf den damaligen Rekordwert von 244,88 USD pro Aktie. Durch den Börsengang konnte das Unternehmen 109,5 Millionen USD einsammeln. Dabei wurden 7,3 Millionen Stammaktien zu einem Preis von jeweils 15 USD verkauft, was über der Emissionsspanne lag.
Im Jahr 2000 führte Yahoo! Corporate Yahoo ein, eine mithilfe der TIBCO-Software entwickelte Plattform, die eine personalisierte Kommunikation zwischen Computern ermöglichte. Corporate Yahoo enthielt frühe Beispiele von gebündelten E-Mails, Kalendern, Aktienpreisen und News, die in Intranet-Homepages angezeigt wurden. Hewlett-Packard war einer der Partner bei der Softwareentwicklung.

### Entwicklung nach dem Börsengang
Das Unternehmen überstand die geplatzte Dotcom-Blase und wurde von USA Today im E-Consumer- und E-Business-Index der 50 Technologieunternehmen gelistet, die 2001 nach dem Boom erfolgreich blieben. Im ersten und zweiten Quartal 2001 erreichte die Marktkapitalisierung des Unternehmens fast 2 Milliarden USD.
2002 kündigte Verity, Inc., ein amerikanischer Serviceprovider im Bereich Business-Portal-Infrastruktur, eine erweiterte Allianz mit dem Unternehmen an, um die Technologie „Verity K2 Developer“ mit TIBCO ActivePortal 4.0 zu integrieren und so die Bedürfnisse seiner Kunden besser zu erfüllen.
2003 setzten der britische Mobilfunkbetreiber Vodafone und der indische Mobilfunkanbieter Reliance Communications die Software von TIBCO ein. Auch Delta Air Lines verwendete die TIBCO-Software für die Organisation seiner Betriebsprozesse, etwa für die Gepäckabfertigung, das Ticketsystem und den Check-in. Im selben Jahr nutzte auch Lufthansa die Software und die Deutsche Bahn nutzte sie für ihre digital integrierten Bahnhöfe.
2004 nutzten Wellpoint (jetzt Anthem) und RealMed die TIBCO-Technologie zur Bearbeitung von HIPAA-Ansprüchen und die Harrah's-Casinos setzten prädiktive Software für die Analyse der Systemanforderungen ein. Allstate nutzte die Produkte zur Bearbeitung von Versicherungsansprüchen. Seit dem Release im Jahr 2007 nutzt Apple Inc. für sein iPhone die TIBCO-Software, um Benutzeranfragen zu bearbeiten und den Vertrieb zu vereinfachen. Xcel Energy startete 2009 unter Verwendung der TIBCO-Software sein SmartGridCity-Programm, um Unternehmen zu unterstützen, die ihre Kohlenstoffemissionen reduzieren wollten.
Bis 2011 stieg der Jahresumsatz des Unternehmens auf 920 Millionen USD, sein Kundenstamm auf 4.000 und seine Mitarbeiterzahl auf 2.500. Im März 2013 wählte TIBCO LaunchSquad als Full-Service-Agentur für PR aus.
Im September 2014 gab TIBCO seinen Verkauf an das Private-Equity-Unternehmen Vista Equity Partners für 4,3 Milliarden USD bekannt.
Abgeschlossen wurde die Übernahme von TIBCO durch Vista Equity Partners am 5. Dezember 2014. Murray Rode wurde zum CEO von TIBCO ernannt.
2019 ernannte TIBCO Dan Streetman zum CEO und Murray Rode zum Vizevorsitzenden.
Im Oktober 2020 gab TIBCO die Übernahme von Information Builders, Inc. (IBI), einem führenden Daten- und Analyseunternehmen mit Sitz in New York City, bekannt.

## Produkte
Die Infrastruktursoftware des Unternehmens konzentriert sich auf die Echtzeitkommunikation für Business-to-Business-, Business-to-Consumer- und Business-to-Employee-Datenübertragungen, einschließlich der Kommunikation zwischen ansonsten inkompatibler Software. Das Unternehmen bietet Middleware, die einen Zugriff auf Echtzeitdaten zwischen unterschiedlichen Systemen erlaubt und dabei die Anforderungen der Benutzer antizipiert. Die Software kommt bei den personalisierten Produktempfehlungen von Amazon.com und bei der Sendungsverfolgung von FedEx zum Einsatz. Unternehmen nutzen außerdem das Feedback der Software, um ihren Kunden besondere Angebote basierend auf ihren Browsing-Gewohnheiten zu unterbreiten.
TIBCO ActiveSpaces ist ein erweiterbarer In-Memory-basierter System-of-Record-Datenspeicher. Damit lassen sich Daten in Tabellen speichern, abrufen und abfragen und Änderungen an diesen Daten in Echtzeit weiterleiten. Das Produkt ist eine Alternative zu Datenbankspeichern (mit AKID-Eigenschaften und Filterkriterien für die Abfrage, die als SQL-kompatible Strings ausgedrückt sind) und ermöglicht die verteilte Verarbeitung großer Datenmengen.
Bei TIBCO BusinessEvents handelt es sich um Software zur Verarbeitung komplexer Ereignisse (Complex Event Processing, CEP). Damit lassen sich durch die Korrelation massiver Datenmengen mit einzelnen Ereignissen und die Anwendung vordefinierter Regeln zur Erkennung von Situationen, die eine Reaktion erfordern, Muster im Unternehmen identifizieren.
Bei TIBCO Data Virtualization handelt es sich um Software für die Datenvirtualisierung, die den Zugriff auf verschiedene Datenquellen koordiniert. Ursprünglich von Composite Software entwickelt.
TIBCO LogLogic erfasst Protokolle und Ereignisse von Netzwerkgeräten, Servern, Datenbanken, Betriebssystemen und Anwendungen.
Mit TIBCO MDM, einer Stammdatenmanagement-Software, lassen sich Unternehmensdaten über verschiedene Geschäftsbereiche, Abteilungen und Partner hinweg harmonisieren und mit nachgeschalteten IT-Transaktionssystemen synchronisieren.
TIBCO Messaging bietet Komponenten für ein breites Spektrum an Messaging-/Kommunikationsanforderungen. Von Hochleistung (Millionen von Nachrichten pro Sekunde) über niedrige Latenzzeiten (Zustellung im Sub-Mikrosekundenbereich) bis hin zur vollständig transaktionalen Verteilung auf Unternehmensebene, zu Daten-Streaming und Open-Source-Unterstützung – TIBCO Messaging bietet Lösungen, die diese und viele andere Anforderungen erfüllen.
Komponenten von TIBCO Messaging
- TIBCO Enterprise Message Service ist eine standardbasierte Messaging-Plattform, die die Standards JMS 1.1 und 2.0 unterstützt. TIBCO Enterprise Message Service ist sowohl für JMS 1.1 als auch 2.0 vollständig TCK-zertifiziert.
- TIBCO eFTL ist ein Edge-Node-Kommunikationssystem, das WebSocket, Node.js und mobile Kommunikation für alle Komponenten in der TIBCO Messaging Suite unterstützt.
- TIBCO FTL ist das Rückgrat für eine hochleistungsfähige Kommunikation mit geringer Latenz und dient der inhaltsbasierten Bereitstellung von Daten für Echtzeitanwendungen. TIBCO FTL ist das Herzstück der Integrationskommunikation von TIBCO.
- TIBCO Apache Kafka Distribution, eine der beliebtesten Open-Source-basierten Streaming-Plattformen, bietet einen verteilten Ansatz für Datenbereitstellung und Streaming.
- TIBCO Eclipse Mosquitto Distribution ist eine der beliebtesten Open-Source-basierten IoT-Kommunikationsplattformen, die MQTT für die Datenbereitstellung voll unterstützt.

TIBCO MFT ermöglicht eine verwaltete Datenübertragung (Managed File Transfer, MFT) für einen sicheren Austausch von Daten und Dateien.
TIBCO Spotfire ist eine Analyse- und Business-Intelligence-Plattform für die Analyse von Daten durch prädiktive und komplexe Statistiken. Während der Fußball-Weltmeisterschaft 2010 nutzte FIFA diese Software, um den Zuschauern Analysen zu den vergangenen Leistungen der verschiedenen Nationalmannschaften bereitzustellen. Eine der Komponenten ist TIBCO Enterprise Runtime for R, eine Laufzeit-Engine für die Programmiersprache R, die im September 2012 im Rahmen des Releases von Spotfire 5.0 hinzugefügt wurde.
TIBCO tibbr, im Januar 2011 angekündigt, ist ein Social-Media-System für den Arbeitsplatz. Es verwaltet Input- und Output-Feeds bei externen Programmen und lässt sich mit anderen Social-Media-Plattformen integrieren. 60 Unternehmen mit insgesamt 50.000 Nutzern haben sich angemeldet. tibbr 3.0, im Juni 2011 veröffentlicht, wurde um eine HD-Videokonferenzfunktion ergänzt und unterscheidet zwischen dem Austausch von öffentlichen und privaten Informationen.
Weitere Produkte sind etwa TIBCO GridServer, TIBCO Flogo und TIBCO StreamBase.

## Ältere Produkte
TIBCO ActiveMatrix ist eine technologieneutrale Plattform für kombinierte Business-Process-Management (BPM)-Anwendungen und serviceorientierte Architekturen (SOA). Die Plattform enthält Produkte für die Erstellung und Integration von Services, verteilte Dienstleistungen und Data-Grids, Packaged Applications, BPM und Governance.
TIBCO Clarity ist ein Tool, mit dem sich Rohdaten in kürzester Zeit analysieren und bereinigen lassen.
TIBCO Rendezvous ist ein Message-Bus für die Unternehmensanwendungsintegration (Enterprise-Application-Integration, EAI) mit einer Messaging-API in mehreren Programmiersprachen.
TIBCO Hawk ist ein Softwareprodukt für die Überwachung und Verwaltung verteilter Computing-Anwendungen.

## Übernahmen
Das Unternehmen tätigte folgende Übernahmen:
- 1997: Übernahme von inCommon, einem Push-Software-Unternehmen.[49][50]
- 1999: Übernahme von InConcert, einem Unternehmen mit Fokus auf Telekommunikations-Workflows.[51]
- 2000: Übernahme von Extensibility, einem Unternehmen mit Schwerpunkt auf XML-Technologie.[52]
- 2002: Übernahme von Talarian, einem Unternehmen, das SmartSockets entwickelte.[53]
- 2004: Übernahme von Staffware, einem Unternehmen, das auf die Automatisierung, Integration und dynamische Verwaltung von Geschäftsprozessen spezialisiert war.[54]
- 2005: Übernahme von Objectstar, einem Mainframe-Integrator.[55]
- 2005: Übernahme von Velosel, einem Softwareprovider für Stammdatenmanagement.[56]
- 2007: Übernahme von Spotfire, einem Unternehmen, das auf Analysen für Business-Intelligence spezialisiert war.[57]
- 2008: Übernahme von Insightful Corporation, einschließlich S-PLUS, der Programmiersprache für Datenanalysen.[58]
- 2009: Eintritt in den Grid-Computing- und Cloud-Computing-Markt mit der Übernahme von DataSynapse.[59]
- 25. März 2010: Übernahme von Netrics, einem nicht börsennotierten Anbieter von Softwareprodukten für Enterprise-Data-Matching.[60]
- 20. April 2010: Übernahme von Kabira Technologies Inc., einem nicht börsennotierten Anbieter von In-Memory-Transaktionsverarbeitungssoftware.[61]
- 16. September 2010: Übernahme von Proginet (Dateiübertragung).[62]
- 23. September 2010: Übernahme von OpenSpirit, einem Anbieter von Daten- und Anwendungsintegrationslösungen für die Exploration und Produktion von Öl und Gas.
- 8. Dezember 2010: Übernahme von Loyalty Lab Inc., einem nicht börsennotierten unabhängigen Anbieter von Loyalty-Management-Software.[63]
- 30. August 2011: Übernahme von Nimbus, einem Anbieter von Business-Process-Discovery- und Analyse-Anwendungen mit Sitz in Großbritannien.
- 12. April 2012: Übernahme von LogLogic, einem Big-Data-Management-Unternehmen.
- 25. März 2013: Übernahme von Maporama Solutions, einem nicht börsennotierten Anbieter von Location-Intelligence-Lösungen und Produkten für raumbezogene Analysen.
- 11. Juni 2013: Übernahme von StreamBase Systems, einem Softwareprovider für Ereignisverarbeitung und Streaming-Analysen.
- 18. September 2013: Übernahme von Extended Results, einem nicht börsennotierten Anbieter von mobiler Business-Intelligence-Software.
- 28. April 2014: Übernahme von Jaspersoft, einem Anbieter kommerzieller Open-Source-basierter Software mit Schwerpunkt auf Business-Intelligence.
- 25. August 2015: Ankündigung der Übernahme von Mashery, einem API-Management-Unternehmen von Intel mit Sitz in San Francisco.
- 15. Mai 2017: Ankündigung der Übernahme von Statistica, einem Data-Science-Plattform-Anbieter.
- 6. Juli 2017: Ankündigung der Übernahme von nanoscale.io, einem Anbieter einer Microservices-Entwicklungsplattform mit Sitz in Virginia.
- 5. Oktober 2017: Ankündigung der Übernahme des Datenvirtualisierungsgeschäfts von Cisco (früher Composite Software).
- November 2017: Übernahme von Alpine Data Labs.
- 6. Juni 2018: Ankündigung der Übernahme von Scribe Software, dem führenden Integration-Platform-as-a-Service-Anbieter.
- 4. Dezember 2018: Ankündigung der Übernahme von Orchestra Networks, einem führenden Anbieter im Bereich Stammdatenmanagement mit Sitz in Paris.
- 7. März 2019: Ankündigung der Übernahme des Start-ups SnappyData, das eine leistungsstarke In-Memory-Datenplattform bietet.